# Fred Stone (Musiker)
Fred „Freddie“ Stone (* 9. September 1935 in Toronto; † 10. Dezember 1986 ebenda) war ein kanadischer Flügelhornist, Trompeter und Komponist.

## Leben und Wirken
Stone, dessen Vater, der Saxophonist Archie Stone, von 1936 bis 1960 das Orchester des Casino Theatre in Toronto leitete, nahm zwischen 1950 und 1955 in den Sommermonaten Trompetenunterricht bei Donald Reinhardt in Philadelphia. Anschließend studierte er Komposition bei Gordon Delamont (1955–60) und John Weinzweig (1960–62). 
Sechzehnjährig spielte er im Tanzorchester von Benny Louis und zwischen 1955 und 1967 war er in verschiedenen Orchestern der CBC tätig. Als Solist trat er mit den Sinfonieorchestern von Toronto, Winnipeg, Detroit, Cleveland, Buffalo, Ottawa und San Diego ebenso auf wie mit den Jazzmusikern Ron Collier (1960–73) und Phil Nimmons (1965–70) sowie den Ensembles Boss Brass (1968–70) und Lighthouse (1969–70). In den späten 1960er Jahren experimentierte er auch mit einem verstärkten Horn und frühen Formen des Synthesizer.
1970/71 nahm Stone an einer Tournee des Duke Ellington Orchestra durch Nordamerika und Europa teil. Nach seiner Rückkehr begann er seine Laufbahn als Musikpädagoge: zunächst als Composer in Residence am Centennial College (1972–73), dann am Humber College (1973–75) und ab 1976 am George Brown College und der Blue Mountain School of Music.
Nachdem Stone seine Karriere als Musiker aus gesundheitlichen Gründen 1984 aufgeben musste, gründete er für seine Schüler ein Improvisationsensemble, das als Freddie's Band bekannt war und in dem Musiker wie die Saxophonisten Jonnie Bakan, Rob Frayne, Nic Gotham und Perry White, der Posaunist Steve Donald, der Trompeter Michael White, der Kornettist Roland Bourgeois, der Bassist George Koller und der Schlagzeuger Graeme Kirkland spielten. Nach Stones Tod wurde das Ensemble in seinem Sinne unter dem Namen Freeunion Collectiv fortgeführt. 
Als Komponist trat Stone u. a. mit zwei Suiten für elektrisches Flügelhorn und Sinfonieorchester hervor, außerdem mit kleineren Stücken für Jazzband und Bigband. Neben Auftritten als Sideman veröffentlichte er zwei eigene Alben: The Music of Fred Stone (1972) und In Season (1986). 
Das Sound Symposium stiftete 1991 den Freddie Stone Award, dessen erster Empfänger der Bassist Lisle Ellis war. 

## Lexikalische Einträge
- Fred Stone. In:  Encyclopedia of Music in Canada. herausgegeben von The Canadian Encyclopedia (englisch, französisch).

| Personendaten    | Personendaten                                      |
| ---------------- | -------------------------------------------------- |
| NAME             | Stone, Fred                                        |
| ALTERNATIVNAMEN  | Stone, Freddie (Spitzname)                         |
| KURZBESCHREIBUNG | kanadischer Flügelhornist, Trompeter und Komponist |
| GEBURTSDATUM     | 9. September 1935                                  |
| GEBURTSORT       | Toronto                                            |
| STERBEDATUM      | 10. Dezember 1986                                  |
| STERBEORT        | Toronto                                            |